# France Rozman
France Rozman, slovenski duhovnik, teolog, biblicist, prevajalec in profesor, * 24. marec 1931, Spodnje Duplje na Gorenjskem, † 6. avgust 2001, Ljubljana.

## Življenje
Leta 1962 je doktoriral na Teološki fakulteti v Ljubljani z disertacijo Sveto pismo v spisih Janeza Ludovika Schönlebna, leta 1967 pa je z licenco končal biblični študij na Papeškem bibličnem inštitutu v Rimu. V letih 1958–1972 je bil duhovnik v Kranju in Naklem. Od leta 1968 je predaval, od 1989 kot redni profesor Nove zaveze na ljubljanski Teološki fakulteti.
Leta 1985 je bil imenovan za papeškega prelata, leta 2000 pa za zaslužnega profesorja ljubljanske univerze.
Posebej se je trudil za širjenje Svetega pisma med ljudmi.

## Dela
- Glejte, človek: Dva cikla razmišljanj o Jezusovem trpljenju, V. Furlan, Ljubljana 1964 (COBISS).
- Kratko Sveto pismo s slikami (priredil), Nadbiskupski duhovni stol, Zagreb 1968 (COBISS).
- Marko. Novozavezna berila v letu B, Nadškofijski ordinariat Ljubljana, Ljubljana 1987 (COBISS).
- Sveto pismo - moj vsakdan, Knjižice, Ljubljana 1988 (COBISS).
- Božič po Lukovem evangeliju, DZS, Ljubljana 1989 (COBISS).
- Velika noč, DZS, Ljubljana 1991 (COBISS).
- Svetopisemske osnove, DZS, Ljubljana 1992 (COBISS).
- Sinopsa štirih evangelijev, DZS, Ljubljana 1993 (COBISS).
- Evangeljska harmonija, DZS, Ljubljana 1993 (COBISS).
- Razloženi evangeliji, DZS, Ljubljana 1995 (COBISS).
- Konkordanca Nove zaveze, DZS, Ljubljana 1997 (COBISS).
- Apokalipsa - razodetje, DZS, Ljubljana 2000 (COBISS).
- Življenjske smernice govora na gori, DZS, Ljubljana 2000 (COBISS).

### Učbeniki
- Splošni uvod v Sveto pismo stare in nove zaveze, Cirilsko društvo slovenskih bogoslovcev, Ljubljana 1970 (COBISS).
- Posebni uvod v Sveto pismo nove zaveze: Evangeliji, Apostolska dela, pisma in Razodetje, Cirilsko društvo slovenskih bogoslovcev, Ljubljana 1971 (COBISS).
- Posebni uvod v Sv. pismo stare zaveze, Cirilsko društvo slovenskih bogoslovcev, Ljubljana 1972 (COBISS).
- Razlaga sinoptičnih evangelijev. Del 1, Cirilsko društvo slovenskih bogoslovcev, Ljubljana 1975 (COBISS).
- Sinopsa, Ljubljana 1977 (COBISS).
- Razlaga Pavlovih pisem. Del 1, Razlaga izbranih poglavij iz pisma Rimlj in 1 Kor, Cirilsko društvo slovenskih bogoslovcev, Ljubljana 1979 (COBISS).

### Prevodi
- Jezusova blagovest (prevedel evangelije po grškem izvirniku), Britanska biblična družba, Ljubljana 1979 (COBISS).
- Pierre Thivollier, Zgodovina božjega ljudstva (svetopisemska slikanica za najmlajše), Družina, Kršćanska sadašnjost, Ljubljana, Zagreb 1981–1994 (COBISS).
- Sveto pismo nove zaveze: Jubilejni prevod ob štiristoletnici Dalmatinove Biblije (ponovni prevod evangelijev in Jakobovega pisma), Nadškofijski ordinariat Ljubljana, Britanska in inozemska biblična družba, Ljubljana, Beograd 1984 (COBISS).
- Sveto pismo Stare in Nove zaveze: Slovenski standardni prevod iz izvirnih jezikov (prevod evangelijev in Jakobovega pisma iz Jubilejnega prevoda, prevod Baruha z Jeremijevim pismom in grških dodatkov k Danielu), Svetopisemska družba Slovenije, Ljubljana 1996 (COBISS).